# غلام رسول مهر
مولانا غلام رسول مهر (13 أبريل 1895 - 16 نوفمبر 1971) هو عالم مسلم باكستاني وُلد في فولبور وهي قرية في منطقة جالاندهار بالهند البريطانية.  كان باحثًا مؤيدًا لمحمد إقبال وميرزا غالب وناشطًا سياسيًا. كتب سيرته الذاتية المسماة مهر بيتي.